# الانیالی
الانیالی (به لاتین: Alanyalı) یک منطقهٔ مسکونی در ترکیه است که در استان مرسین واقع شده‌است.

## خصوصیات
الانیالی ۱۴۱ نفر جمعیت دارد و ۱٬۳۳۰ متر بالاتر از سطح دریا واقع شده‌است.